# Остра Лука (район Зволен)
Остра Лука (словац. Ostrá Lúka, венг. Osztroluka) — деревня в районе Зволен Банска-Бистрицкого края в центральной Словакии.
Расположена в западной части Зволенской котловины в Словацких Средних горах к юго-западу от районного центра города Зволен.

## Население
| Год:                | 1994 | 2004    | 2014     | 2024    |
| ------------------- | ---- | ------- | -------- | ------- |
| Количество человек: | 244  | 268     | 306      | 333     |
| Разница:            |      | +9,83 % | +14,17 % | +8,82 % |

Население по состоянию на 31 декабря 2020 г. — 299 человек. Жители, в основном, занимаются сельским хозяйством.

## История
Первое письменное упоминание встречается в 1332 году. Название деревни изменилось со Стролука (1332), Озтралика (1393), Озтралвка, Озтралука (1424), Озтроловка (1518), Остра-Лука (1773), Остролука (1920). С конца 15 века принадлежала дворянскому роду Остролуцких.

## Достопримечательности
- Замок Остролуцких, построенный в 1636—1642 годах, перестроен во второй половине 18 века в стиле ренессанс, на его территории есть сад, аллея и могила Аделы Остролуцкой.

## Известные уроженцы
- Адела Остролуцкая (1824—1853) — дворянка, муза поэта Людовита Штура.